# Trenches
Trenches is een Amerikaanse christelijke metalband, gevormd door Haste the Day-zanger Jimmy Ryan. De band kondigde in 2010 een onderbreking aan, voordat ze begin 2012 weer bij elkaar kwamen.

## Bezetting
Huidige bezetting
- Jimmy Ryan (zang, 2007–2010, 2012–heden)
- Bill Scott (basgitaar, 2007–2010, 2012–heden)
- Joel David Lauver (gitaar, zang, programmering, keyboards, 2007–2010, 2012–heden)
- Dyllen Jerome Nance (drums, 2017–heden)

Voormalige leden
- Phil Hook (drums, 2007–2010, 2012–2013)
- Eli Larch Chastain (gitaar, 2007–2010, 2012–2014)
- Zach Frizzell (drums, 2013–2015)

Sessieleden
- 2013: Dave Powell (drums) (Emery)

## Geschiedenis
Jimmy Ryan, destijds lid van Haste the Day, besloot de band te verlaten toen ze op 30 december 2005 in Indianapolis, Indiana waren om een concert te geven, waar hij een inwoner van de stad is. De band werd geformeerd toen Ryan Joel David Lauver selecteerde als gitarist, toetsenist en zanger, Eli Larch Chastain als gitarist, Bill Scott als bassist en Phil Hook als drummer. Trenches begon in 2007 als een muzikale entiteit met hun eerste studioalbum The Tide Will Swallow Us Whole, dat op 16 september 2008 werd uitgebracht door Solid State Records. Hun eerste concert vond plaats in de stad Noblesville, Indiana, op 24 november 2007. Het nationale debuut van de band was tijdens een optreden op het Cornerstone Festival in 2008. Trenches zou in 2009 op hetzelfde festival optreden, maar werden op de bezettingslijst vervangen.
Sindsdien hebben Hook en Chastain de band verlaten en is drummer Zach Frizzell toegetreden tot de band. De band werkte toen aan het nieuwe album Reckoner. Op 4 augustus 2016 bracht Trenches het instrumentale nummer The Death of All Mammoths uit van het aankomende album Reckoner. De band kondigde in november 2017 hun nieuwe drummer Dyllen Jerome Nance aan. Op 8 september 2018 kondigde de band aan dat Nance opnieuw de drums opnam voor de single van het album The Death of All Mammoths.

## Discografie

### Studioalbums
- 2008: The Tide Will Swallow Us Whole (Solid State Records)

### Singles
- 2016: The Death of All Mammoths (Independent)

## Tijdlijn
Timeline